# Dō desu ka den
Dō desu ka den (jap. どですかでん; zapisywany także jako Dodes'ka-den) – japoński dramat filmowy z 1970 roku w reżyserii Akiry Kurosawy. Zdjęcia kręcono w Tokio.
Był pierwszym kolorowym filmem Kurosawy i zarazem jedynym obrazem zrealizowanym przez firmę producencką Klub Czterech Rycerzy, którymi oprócz Kurosawy byli także inni znani japońscy reżyserzy: Keisuke Kinoshita, Masaki Kobayashi i Kon Ichikawa. W Japonii został bardzo źle przyjęty zarówno przez krytykę, jak i widzów w kinach, gdzie niska frekwencja doprowadziła do finansowej klapy projektu. Konsekwencją tej porażki był rozpad Klubu, a także podjęta w 1971 próba samobójcza Kurosawy. Na świecie przyjęto go znacznie przychylniej, był m.in. nominowany do Oscara dla najlepszego filmu nieanglojęzycznego.

## Opis fabuły
Akcja filmu rozgrywa się w skrajnie biednej dzielnicy dużego japońskiego miasta, gdzie niezwykle ubodzy mieszkańcy urządzili swego rodzaju osiedle, pełne prowizorycznych schronień, na wysypisku śmieci. Film nie posiada jednego wątku głównego. Zamiast tego opowiada równolegle historie kilkunastu rodzin i osób żyjących w tym środowisku. Kurosawa ukazuje całą galerię ludzkich postaw i problemów, takich jak chociażby alkoholizm, różne formy patologicznych relacji wewnątrz rodziny, czy skrajną niezaradność życiową niektórych biedaków, połączoną ze specyficznie rozumianymi dumą i fantazją. Z drugiej strony dostarcza przykładów bezinteresownej, czasem wręcz naiwnej, ludzkiej dobroci.
Jednym z bohaterów jest upośledzony umysłowo młody chłopak, który ma obsesję na punkcie tramwajów i wydaje mu się, że sam jest motorniczym, choć oczywiście zarówno jego tramwaj, jak i tory, po których jeździ, istnieją tylko w jego wyobraźni. Jadąc swym „tramwajem” młodzieniec powtarza dō desu ka den, co jest popularną japońską onomatopeją imitująca dźwięk pojazdu szynowego. Stąd właśnie pochodzi tytuł filmu.

## Obsada
- Yoshitaka Zushi jako Roku
- Kin Sugai jako Okuni
- Toshiyuki Tonomura jako Taro Sawagami
- Shinsuke Minami jako Ryotaro Sawagami
- Yūko Kusunoki jako Misao Sawagami
- Junzaburō Ban jako Yukichi Shima
- Kiyoko Tange jako Pani Shima
- Tatsuo Matsumura jako Kyota Watanaka
- Imari Tsuji jako Otane Watanaka
- Tomoko Yamazaki jako Katsuko Watanaka
- Masahiko Kametani jako Okabe
- Hiroshi Akutagawa jako Hei
- Tomoko Naraoka jako Ochô
- Noboru Mitani jako żebrak
- Hiroyuki Kawase jako syn żebraka

i inni